# Факултет Растителна защита
Факултетът по растителна защита и агроекология при Аграрния университет в Пловдив е създаден през 1983 г.

## Структура
Факултетната структура включва профилиращите катедри Ентомология, Фитопатология, Екология и опазване на околната среда, Агроекология и защита на агроекосистемите и населението, Микробиология и екологични биотехнологии, Обща химия.
Учебният процес се извежда от 1 член-кореспондент професор, 9 професори, 13 доценти, 18 главни асистенти и 4 асистенти. От тях 7 са доктори на науките, а 36 имат образователната и научна степен доктор. Работата на академичния състав се подпомага от 12 експерти и специалисти.
Във Факултета по растителна защита и агроекология обучението на студентите се осъществява в две направления Растителна защита и Науки за земята, които са акредитирани от НАОА с високи оценки за 6-годишен период.
В образователно-квалификационната степен „бакалавър“ обучението се провежда в четири специалности Растителна защита – редовно и задочно обучение, Екология и опазване на околната среда – редовно и задочно обучение, Агролесовъдни системи и планинско земеделие – редовно обучение, Биологично земеделие – редовно.

## История
От основаването на Факултета до 2016 г. са завършили и се обучават в специалност Растителна защита 3791 студенти, специалност Екология и опазване на околната среда – 1187 студенти, специалност Агролесовъдни системи и планинско земеделие – 141 студенти, специалност Биологично земеделие – 105 студенти.
Във факултета са се подготвяли и дипломирали и много чуждестранни студенти от различни страни: Гърция, Турция, Виетнам, Кения, Корея, Куба, Република Македония, Бенин, Бурунди, Никарагуа, Германия, Мексико, Етиопия, Доминиканска република, Република Конго, Нигерия, Чили, Ирак, Португалия, Сирия, Коста Рика, Молдова, Танзания, Унгария, Полша и Чехия.
Във Факултета са защитили дисертации 82 български и чуждестранни докторанти.

## Изявени учени
- Проф. Георги Сенгалевич,
- Доц. д-р Пенка Костадинова
- Доц. д-р Никола Кузманов